# Carrer Alou (Sant Boi de Llobregat)
El carrer Alou és un carrer del municipi de Sant Boi de Llobregat (Baix Llobregat) inclosa en l'Inventari del Patrimoni Arquitectònic de Catalunya.

## Descripció
El conjunt d'aquest carrer és notable per la quantitat de casetes de tipus menestralet que encara es conserven de les moltes que es devien arrenglerar al moment de la seva màxima vida, els segles xv i xvi i fins i tot, primeria del segle xvii.
Són cases entre mitgeres, amb teulada de teula àrab a dues vessants amb una vessant al carrer, protegida la façana amb un ràfec de teula d'amplada variable i en alguns casos doble.
Totes les cases són de planta baixa i un pis, amb grans finestres o un balconet, de maó i pedra basta arrebossada i pintades (generalment de blanc). La majoria d'elles tenen una gran entrada amb un arc rebaixat, si bé en alguns casos les obertures de la planta baixa s'han reformat en els darrers temps. Conserven, però el primer pis en l'estat original.

## Història
El carrer de l'Alou, és un dels que formaven part del nucli més antic de Sant Boi, aquell que es formà abans del segle x entorn del castell i de l'església de Sant Baldiri. El nom ja dona una referència històrica, ja que hi vivien els «aloers», és a dir, els que estaven lliures de gravamens als comtes de Barcelona. Aquest carrer va des de l'església a la Plaça del Pou (avui ajuntament). Malgrat l'origen alt medieval, el moment de màxim impuls del carrer i la seva barriada va ser als segles xv i xvi. D'aquell moment encara en queden cases de menestralets ben conservades (el números 6, 8, 10, 12, 13, 33 i 35).